# 津田敬脩
津田 敬脩（つだ のりなが、天和3年（1683年） - 寛保2年7月25日（1742年8月25日））は、加賀藩の家老、人持組津田玄蕃家第5代当主。
父は津田孟昭。子は津田将順。通称玄蕃。
加賀藩家老・津田孟昭の長男として金沢に生まれる。享保8年（1723年）、新知1000石を賜る。享保9年（1724年）、父孟昭の隠居により家督と知行1万石を相続し、合わせて1万1000石となる。藩主前田綱紀、吉徳に仕えて、若年寄、家老を歴任する。政策に通じているとの評判が高かった。寛保2年（1742年）没。享年60。家督は嫡男の将順が相続した。